# Dragutin Prica
Dragutin (Karl) Prica (Sveti Juraj (Senj), 5. studenoga 1867. − Opatija, 14. lipnja 1960.) je bio admiral austro-ugarske i kraljevske jugoslavenske ratne mornarice hrvatske nacionalnosti.

## Austro-Ugarska
Otac Maksimilijan bio je graničarski poručnik u mirovini i nadzornik skladišta drva u Sv. Jurju, podvelebitskoj luci pokraj Senja. Dragutin je završio gimnaziju u Senju 1881. s vrlo odličnim uspjehom i 3. listopada, oslobođen školarine, bio je primljen u Mornaričku akademiju u Rijeci. Zajedno s Pricom u klasi je bio kadet Miklos Horthy, kasnije zapovjednik mornarice i dugogodišnji regent i poglavar Kraljevine Mađarske, s kojim je prijateljevao. Školovanje je završio 1885. s dobrim uspjehom kao 9. u rangu od 21 kadeta. Između 1885. i 1886. na korveti Donau preplovio je Atlantik, posjetio Karibe, SAD, Englesku i Sjeverno more. Služio je u Dunavskoj riječnoj flotili. Tijekom Bokserskog ustanka 1898. poslan je u Kinu kao zapovjednik odreda za osiguranje austrougarske koncesije u Tianjinu. U Kini je zapovijedao krstaricom Kaiserin Elisabeth te je bio član zapovjedništva eskadre. Nakon povratka 1899. vršio je razne dužnosti u mornarici, osobito u školovanju časnika i dočasnika.
Za vrijeme Prvog svjetskog rata našao se na položaju načelnika stožera admiraliteta u Puli. 1915. imenovan je načelnikom stožera ratne luke i vojnog uporišta Pula. U tom svojstvu je 1916. predsjedao mornaričkim tribunalom koji je sudio za izdaju i dezerterstvo zarobljeniku iz talijanske vojske, austrougarskom državljaninu i koparskom Talijanu Nazariju Sauru. Zapovjednikom bojnog broda Prinz Eugen postaje 15. lipnja 1917. Koncem 1917. premješten je u Trst. Ondje je bio pobočnikom admirala Alfreda Koudelke.
Usprkos evakuaciji civilnoga stanovništva iz Pule i okolice, kao upravnik Vojnog odjela u Lučkom admiralitetu 25. svibnja 1918. podupro je pokretanje dnevnika na hrvatskom jeziku u Puli Hrvatskog lista. U svibnju 1918. kao kontraadmiral podnio je zahtjev za umirovljenje, spoznavši da je rat za Beč izgubljen, i od 1. kolovoza stavljen je u pričuvu.

## Država SHS
Reaktivirao se u listopadu 1918. Kad je Središnji odbor Narodnog vijeća SHS uspio primopredajom dobiti u svoje ruke ratno brodovlje propale Austro-Ugarske, na sjednici 31. listopada 1918. imenovao je kontraadmirala Dragutina Pricu povjerenikom za mornaricu. Na istoj je sjednici kapetan bojnog broda Janko Vuković Podkapelski imenovan zapovjednikom flote. Iz Zagreba je pošao u Pulu pomoći Vukoviću uvesti red i disciplinu među mornare te spriječiti talijansko preuzimanje brodova i luka, no razbolio se i ostao u Rijeci. Kako je Prica bio bolestan, zamjenjivao ga je kapetan fregate Metod Koch.

## Kraljevina Jugoslavija
Godine 1919. preuzeo je zapovjedništvo nad zaplijenjenim austrougarskim brodovljem na Dunavu od engleskog admirala Troubridgea. Od 25. srpnja 1922. do 29. srpnja 1923. bio je zapovjednik Zapovjedništva Boke kotorske. 24. kolovoza 1923. imenovan je maršalom dvora u Beogradu. Promaknut je u čin viceadmirala i imenovan zapovjednikom mornarice 21. listopada 1923. godine te je na tom položaju ostao do umirovljenja. Posvetio se ustrojavanju mornarice i obrane obale. 1925. s većinom brodova održao je manevre i vježbe. Iste godine je promaknut u čin admirala. 1926. jugoslavenska mornarica nabavila je prvi značajniji brod, bivšu njemačku krstaricu SMS Niobe, preimenovanu u Dalmacija. Sljedeće godine, u Britaniji su naručena i nabavljena dva torpedna čamca klase Uskok, kao i prve podmornice Hrabri i Nebojša. 1928. – 1929. u Francuskoj su naručene i stavljene u službu dvije podmornice klase Osvetnik. U svibnju i lipnju 1929. eskadron pod njegovim zapovjedništvom sastavljen od krstarice Dalmacija, broda Hvar i dvije podmornice klase Hrabri posjetio je Maltu, Krf i Bizerte.
U tom razdoblju postao je pobočnik kralja Aleksandra i savjetnik za vojna pitanja. Kao prijatelj mađarskog regenta Horthyja, služio je kao njegova veza s jugoslavenskim dvorom i kraljem Aleksandrom. Kao kraljev pobočnik, odrađivao je i mnoge protokolarne i svečane dužnosti. Na svečanom otvaranju Ličke pruge 25. srpnja 1925. godine bio je kraljev izaslanik te je u njegovo ime držao pozdravne govore na novootvorenim željezničkim postajama od Gračaca do Šibenika.
Kao zapovjednik mornarice Kraljevine SHS, ocijenio je 1928. pobunu mornara u Boki kotorskoj iz veljače 1918. kao "boljševičku" te je pobunjenicima odbio odati priznanje, nasuprot stavu kontraadmirala Metoda Kocha, Slovenca, koji je pobunu ocijenio južnoslavenskim domoljubnim činom. Kralj Aleksandar Karađorđević složio se s Pricom te zabranio jugoslavenskoj mornarici odavati počast kotorskim pobunjenicima. Umirovljen je 18. listopada 1929. na vlastitu molbu i istom kraljevom odlukom odlikovan Karađorđevom zvijezdom trećeg reda.

## Mirovina
1931. – 1932. bio je predsjednik Rotary kluba u Beogradu. Umro je u Opatiji 1960. kao zadnji živući admiral austro-ugarske ratne mornarice. Pokopan je na groblju na Trsatu. Njegov sin Srđan također je bio mornarički časnik, diplomiravši 1931. u VI klasi Pomorske vojne akademije u Gružu. Žena Minka i sin Srđan su sahranjeni na Mirogoju u obiteljskoj grobnici Budeta pl. Budisavljevića.

## Odlikovanja
Odličje Svete Ane 3. stupnja (Rusko Carstvo, 1903.)
 Željezni križ 2. reda (Njemačko Carstvo)
 Ratna medalja (Osmanlijsko Carstvo)
 Medalja za vojne zasluge/Signum laudis (Austro-Ugarska)
 Red željezne krune III. klase (Austro-Ugarska)
 Odličje bijelog orla 3. stupnja (Kraljevina Jugoslavija)
 Karađorđeva zvijezda III. reda (Kraljevina Jugoslavija)
 Odličje svetog Save 1. stupnja (Kraljevina Jugoslavija)

### Počasti
Općinsko vijeće Tivta jednoglasno ga je izabralo za počasnog građanina 25. kolovoza 1925. Istu počast Prici je iskazalo i općinsko vijeće Šibenika 29. svibnja 1928.
Njegovo ime nalazi se i na ploči kojom se odaje počast svim admiralima koji su diplomirali na nekadašnjoj Mornaričkoj akademiji u Rijeci. Na pročelju bivše akademije, danas zgradi bolnice, otkrio ju je hrvatski predsjednik Ivo Josipović na Dan mornarice 2011.

## Vanjske poveznice
- Slike admirala Price s obitelji u memoarima njegovog punca, Bude Budisavljevića-Prijedorskog